# Fabrique de fer de Charleroi
La Fabrique de fer de Charleroi (FAFER) ou Industeel Belgium aujourd'hui est une entreprise sidérurgique belge située le long de la Sambre sur l'ancienne commune de Marchienne-au-Pont, aujourd'hui Charleroi.  Environ 900 personnes y produisent 250 000 tonnes de tôles en aciers ordinaires, alliés et inoxydables (environ 1/3 de la production) à partir de métal de récupération (ferraille).  Les tôles font jusqu'à 4,10 mètres de largeur, entre 3 et 120 mm d'épaisseur et pèsent jusqu'à 16 tonnes.

## Historique

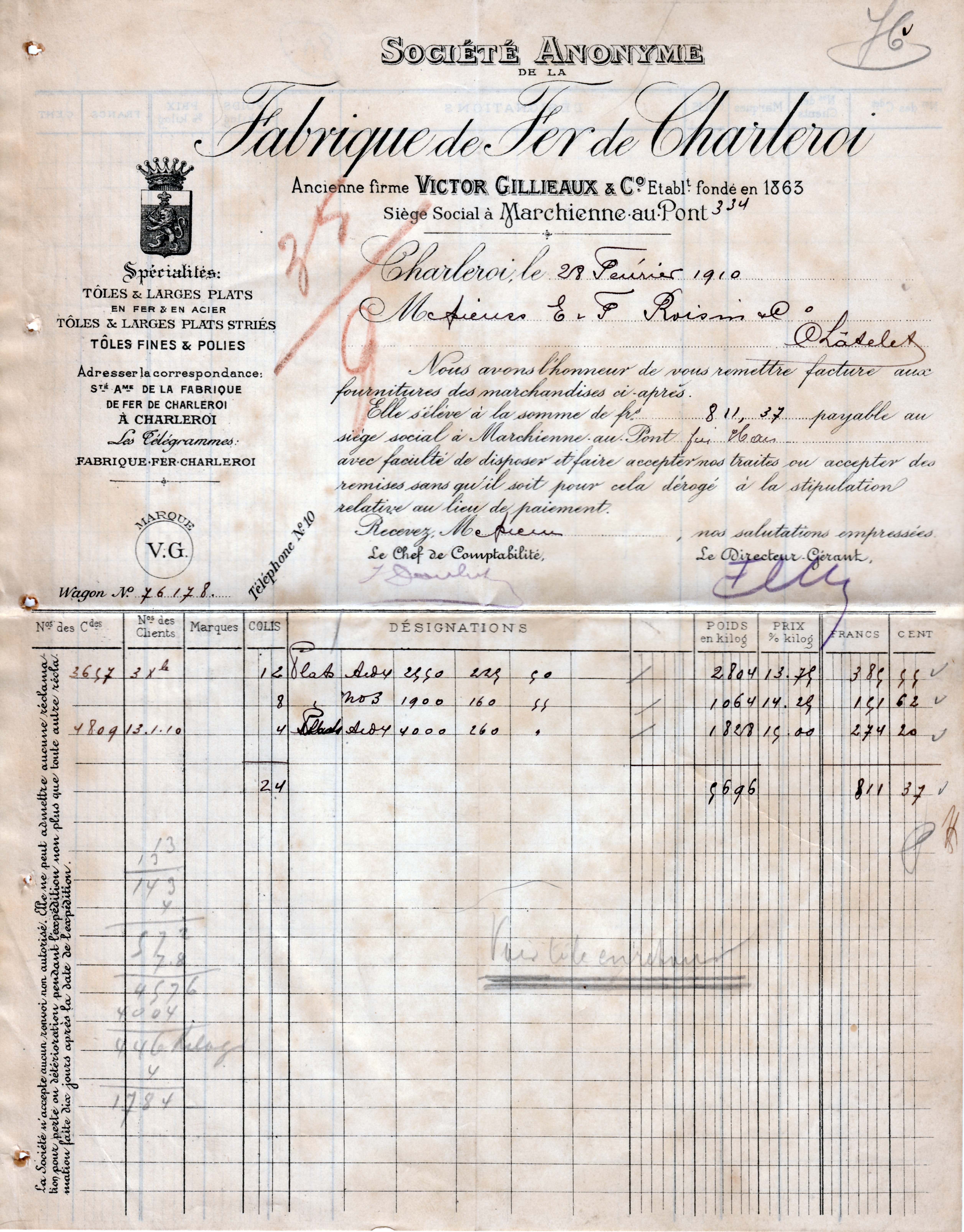
Facture du 28 février 1910.

C'est en 1863 que Victor Gillieaux achète les premiers terrains et crée une société en commandite dotée d'un capital de 500 000 francs dénommée « Victor Gillieaux et Cie ».  Le 18 juin 1864, il reçoit l'autorisation d'y installer une usine pour la fabrication de fer.  Le 1er juillet 1873, après augmentation de capital, la société est transformée en société anonyme et prend la raison sociale « Fabrique de fer de Charleroi », structure qu'elle conservera jusqu'à son intégration au groupe Usinor en 1997.
Dès l'origine, l'entreprise se spécialise dans la fabrication de tôles et de plats pour la construction de ponts, de locomotives, de chaudières, de navires…  Les installations comportent des fours à puddler, à réchauffer, à recuire, un pilon à brames, des laminoirs et des cisailles.
Fin du XIXe siècle, l'entreprise emploie 400 ouvriers et produit 18 000 tonnes de tôles et 20 000 tonnes de brames qui sont vendues telles quelles.
Lors de la Première Guerre mondiale, l'entreprise est démontée et emportée par l'occupant.  Après la guerre, trois laminoirs furent (ré-)installés : un laminoir trio pour les tôles fortes, un laminoir à deux cages pour les tôles moyennes et le laminoir pour tôles fines fut restauré.
Deux fours Martin-Siemens de 66 et 70 tonnes, alimentés au gaz (provenant de 4 gazomètres), furent installés sur de nouveaux terrains en 1931, ils fonctionneront jusqu'au 15 juillet 1977.  En février 1956, un four électrique de 150 tonnes est mis en service.  Dans les années 1960, l'entreprise occupe 1 200 personnes et produit 250 000 tonnes de tôles de toutes nuances (manganèse, chrome, chrome-cuivre, nickel…).  Un nouveau four électrique de 200 tonnes fut mis en service en novembre 1977, ce qui porta la capacité totale à 780 000 tonnes par an et la coulée continue remplaça progressivement le slabbing.
La FAFER possède une part dans Carlam qui lui permet d'y laminer ses tôles en période de haute conjoncture.

## Actionnariat
L'actionnariat reste largement familial très longtemps (les familles Gilleaux et Dewandre).
Après la Seconde Guerre mondiale, la famille Boël prend progressivement le contrôle, Lucien Boël devient président du conseil d'administration où siège également son neveu Pol Boël, ainsi que plus tard, Jacques Boël (le père de Delphine). Dans les années 1980, la FAFER fait partie des « indépendants » avec les Forges de Clabecq (contrôlées par la famille Dessy) et les Usines Gustave Boël à La Louvière, les autres sidérurgistes wallons (Cockerill, Hainaut Sambre, …) ayant demandé le secours de l'État. 
À la fin des années 1990, Boël se désintéresse de la métallurgie ; il vend l'usine de La Louvière (et sa filiale, la Fabrique de fer de Maubeuge) à Hoogovens et la FAFER à Usinor. En 1998, Usinor intègre la FAFER à Creusot-Loire Industrie (CLI), qui devient Cli-Fafer, puis est rebaptisé Usinor Industeel en 2000. Usinor rachète par la suite Cockerill-Sambre et vend le site de Marcinelle à Duferco. Il devient Carsid.  En 2002, Industeel est sous le groupe Arcelor. En 2003, les activités de l'ex-CLI sont vendues à France Essor. En 2006, Industeel passe sous le groupe ArcelorMittal, à la suite de l'OPA de Mittal Steel Company sur Arcelor.